# Gabriel Bortoleto
Gabriel Lourenzo Bortoleto Oliveira (pronunciación en portugués: /ɡa.bɾiˈɛw lo(w)ˈɾẽ.su boʁ.toˈle.tu o.liˈve(j).ɾɐ/; Osasco, São Paulo, Brasil, 14 de octubre de 2004) es un piloto de automovilismo brasileño. En 2023 y 2024 fue miembro del Programa de Jóvenes Pilotos de McLaren. Fue tercero en el Campeonato Mundial de Karting de 2018, y campeón del Campeonato de Fórmula 3 de la FIA de 2023 y del Campeonato de Fórmula 2 de la FIA de 2024, ambos como debutante. En 2025 es piloto titular del equipo Kick Sauber en Fórmula 1.
Actualmente está representado por A14 Management, la agencia de representación de Fernando Alonso.

## Carrera deportiva

### Karting
Bortoleto inició su carrera en el karting a partir de 2011. Desde los once años, comenzó a disputar competencias internacionales, obteniendo el tercer lugar en el Campeonato Mundial de Karting Junior y el Campeonato Europeo de Karting Junior, ambos en 2018. Gabriel se desempeñó en el karting hasta 2019.

### Fórmula 4 Italiana
Bortoleto debutó en la temporada 2020 del Campeonato de Italia de Fórmula 4 bajo la escudería Prema Racing, consiguiendo una victoria, 5 podios, una pole position y una vuelta rápida, acabando quinto en el torneo con 157 puntos.

### Campeonato de Fórmula Regional Europea
En marzo de 2021, se anunció que Gabriel debutaría en el Campeonato de Fórmula Regional Europea con FA Racing. Anotó sus primeros puntos en la primera carrera de la temporada en Imola, donde terminó noveno.

### Campeonato de Fórmula 3 de la FIA
En septiembre de 2022, Bortoleto participó en la prueba de postemporada del Campeonato de Fórmula 3 de la FIA, conduciendo para Trident, acompañado de Leonardo Fornaroli y Oliver Goethe.
Bortoleto lideró el campeonato de 2023 desde temprano en el calendario, acumulando una abultada ventaja de puntos que le permitió consagrarse campeón durante la clasificación de la novena y penúltima fecha de la temporada en Monza, en donde sus más cercanos adversarios Paul Aron (Prema Racing) y Pepe Martí (Campos Racing) no consiguieron la pole necesaria para mantener abierta la diferencia de puntos para disputar el título.
En octubre de 2023 se anunció la incorporación de Bortoleto al Programa de desarrollo de pilotos de McLaren.

### Campeonato de Fórmula 2 de la FIA

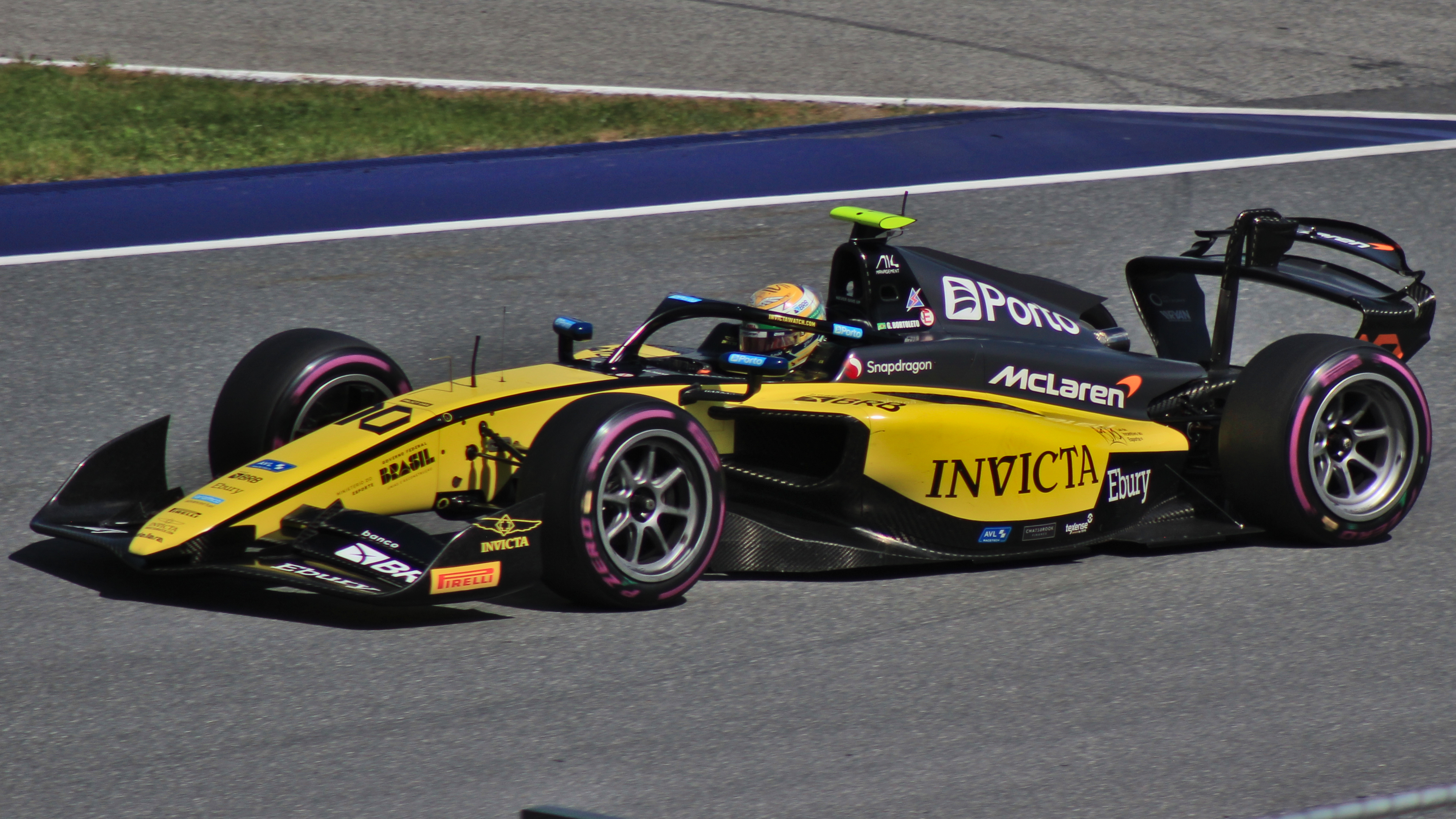
Bortoleto en Red Bull Ring, 2024.

En noviembre de 2023, la escudería Invicta Virtuosi Racing anunció la incorporación de Bortoleto para disputar la temporada de Fórmula 2 de 2024 junto a Kush Maini como compañero de equipo.
Durante la penúltima ronda en Lusail, Gabriel tuvo un buen desempeño, siendo el primero en cruzar la línea de meta en la carrera principal. No obstante, recibió una penalización de cinco segundos que lo relegó al tercer lugar tras no acatar un auto de seguridad virtual ocasionado por una colisión por parte de Andrea Kimi Antonelli. De ésta forma, la ventaja del piloto brasileño por sobre Isack Hadjar en la clasificación total se redujo a 0,5 puntos.
Bortoleto contaba con una ventaja de 4,5 puntos por sobre Hadjar al iniciar la segunda carrera de la decimocuarta y última fecha de la temporada en Yas Marina. Iniciando la carrera final en segundo lugar y tras una mala partida del piloto francés, Bortoleto acabó en segundo lugar, manteniendo su liderazgo en la tabla de clasificaciones para así ganar el campeonato de Fórmula 2 en su primer año en la categoría.
Fue condecorado con el premio al piloto novato del año de la FIA 2024.

### Fórmula 1

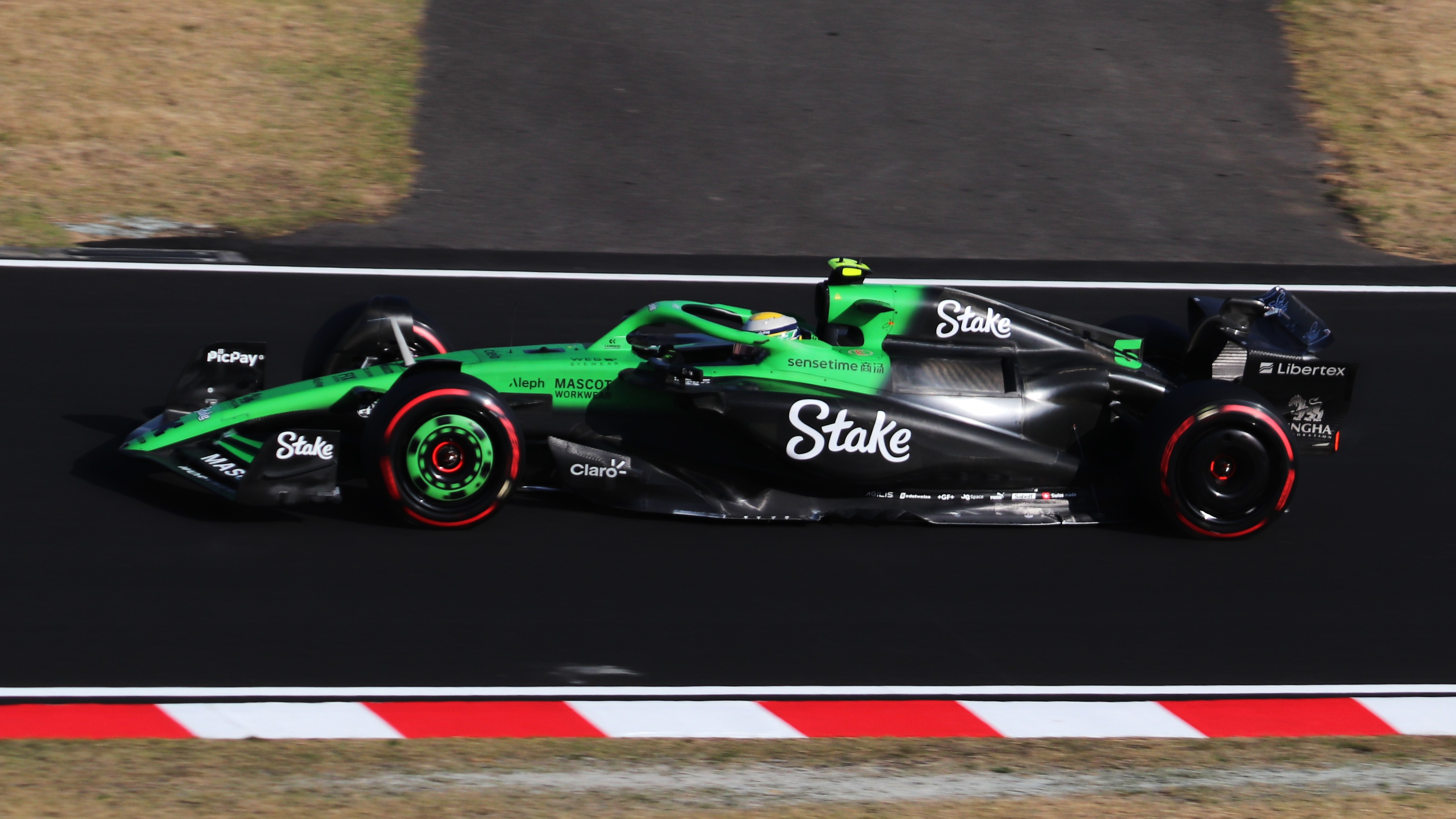
Gabriel Bortoleto manejando el Kick Sauber C45 en el Gran Premio de Japón de 2025.

En noviembre de 2024, se anunció a Bortoleto como piloto titular de Kick Sauber, para la temporada 2025, a la vez que McLaren anunciaba el cese de su vínculo con su academia de pilotos.

## Vida personal
Gabriel Bortoleto nació el 14 de octubre de 2004 en Osasco, São Paulo, Brasil. Apodado Bibi por sus cercanos, Gabriel se crió en una familia ligada al automovilismo; él mismo atribuye sus inicios en el karting a la edad de 6 años a la influencia ejercida por su hermano mayor, Enzo, fundador de la escudería KTF Sports y expiloto de Fórmula 3 Británica y Copa Porsche Carrera, quien actualmente se desempeña en el sector técnico de Stock Car Pro Series. Su padre, Lincoln Oliveira, es accionista del grupo controlador de dicha catgoría.

## Resumen de carrera
| Temporada | Categoría                               | Equipo                    | Carreras          | Victorias         | Poles             | VR                | Podios            | Puntos            | Pos.              |
| --------- | --------------------------------------- | ------------------------- | ----------------- | ----------------- | ----------------- | ----------------- | ----------------- | ----------------- | ----------------- |
| 2020      | Campeonato de Italia de Fórmula 4       | Prema Powerteam           | 20                | 1                 | 4                 | 1                 | 5                 | 157               | 5.º               |
| 2021      | Campeonato de Fórmula Regional Europea  | FA Racing by MP           | 20                | 0                 | 0                 | 0                 | 1                 | 44                | 15.º              |
| 2021      | Stock Car Light Brasil                  | KTF Racing                | 4                 | 1                 | 1                 | 0                 | 1                 | 60                | 13.º              |
| 2022      | Campeonato de Fórmula Regional Asiática | 3Y Technology by R-ace GP | 6                 | 1                 | 0                 | 0                 | 1                 | 46                | 14.º              |
| 2022      | Campeonato de Fórmula Regional Europea  | R-ace GP                  | 20                | 2                 | 2                 | 1                 | 5                 | 176               | 6.º               |
| 2022      | Stock Car Brasil                        | KTF Sports                | 1                 | 0                 | 0                 | 0                 | 0                 | 0                 | NC†               |
| 2023      | Campeonato de Fórmula 3 de la FIA       | Trident                   | 18                | 2                 | 1                 | 3                 | 6                 | 164               | 1.º               |
| 2024      | Campeonato de Fórmula 2 de la FIA       | Invicta Racing            | 28                | 2                 | 2                 | 2                 | 8                 | 214.5             | 1.º               |
| 2024      | Fórmula 1                               | Stake F1 Team Kick Sauber | Piloto de pruebas | Piloto de pruebas | Piloto de pruebas | Piloto de pruebas | Piloto de pruebas | Piloto de pruebas | Piloto de pruebas |
| 2024      | Fórmula 1                               | Kick Sauber F1 Team       | Piloto de pruebas | Piloto de pruebas | Piloto de pruebas | Piloto de pruebas | Piloto de pruebas | Piloto de pruebas | Piloto de pruebas |
| 2025      | Fórmula 1                               | Stake F1 Team Kick Sauber | Disputándose      | Disputándose      | Disputándose      | Disputándose      | Disputándose      | Disputándose      | Disputándose      |
| 2025      | Fórmula 1                               | Kick Sauber F1 Team       | Disputándose      | Disputándose      | Disputándose      | Disputándose      | Disputándose      | Disputándose      | Disputándose      |
| Fuente:   |                                         |                           |                   |                   |                   |                   |                   |                   |                   |

## Resultados

### Campeonato de Fórmula Regional Europea
(Clave) (negrita indica pole position) (cursiva indica vuelta rápida)

| Año  | Escudería       | 1   | 1   | 2   | 2   | 3   | 3   | 4   | 4   | 5   | 5   | 6   | 6   | 7   | 7   | 8   | 8   | 9   | 9   | 10  | 10  | Pos. | Puntos |
| ---- | --------------- | --- | --- | --- | --- | --- | --- | --- | --- | --- | --- | --- | --- | --- | --- | --- | --- | --- | --- | --- | --- | ---- | ------ |
| 2021 | FA Racing by MP | IMO | IMO | BAR | BAR | MON | MON | LEC | LEC | ZAN | ZAN | SPA | SPA | SPI | SPI | VAL | VAL | MUG | MUG | MNZ | MNZ | 15.º | 44     |
| 2021 | FA Racing by MP | 9   | 11  | 13  | 22  | 23  | 21  | 18  | 28  | 17  | 18  | 28  | 12  | 7   | 2   | 11  | 9   | 6   | 8   | 8   | 28  | 15.º | 44     |
| 2022 | R-ace GP        | MNZ | MNZ | IMO | IMO | MON | MON | LEC | LEC | ZAN | ZAN | BUD | BUD | SPA | SPA | SPI | SPI | BAR | BAR | MUG | MUG | 6.º  | 176    |
| 2022 | R-ace GP        | 6   | 9   | 7   | 3   | 6   | 5   | 4   | 5   | Ret | 8   | 9   | 3   | 14  | 1   | 15  | 5   | 7   | 1   | Ret | 2   | 6.º  | 176    |

### Campeonato de Fórmula 3 de la FIA
(Clave) (negrita indica pole position) (cursiva indica vuelta rápida puntuable)

| Año  | Escudería | 1   | 1   | 2   | 2   | 3   | 3   | 4   | 4   | 5   | 5   | 6   | 6   | 7   | 7   | 8   | 8   | 9   | 9   | Pos. | Puntos | Ref.   |
| ---- | --------- | --- | --- | --- | --- | --- | --- | --- | --- | --- | --- | --- | --- | --- | --- | --- | --- | --- | --- | ---- | ------ | ------ |
| 2023 | Trident   | SAK | SAK | MEL | MEL | MON | MON | BAR | BAR | SPI | SPI | SIL | SIL | BUD | BUD | SPA | SPA | MNZ | MNZ | 1.º  | 164    | [ 22 ] |
| 2023 | Trident   | 19  | 1   | 6   | 1   | 6   | 5   | 4   | 4   | 10  | 2   | 2   | 6   | 2   | 7   | Ret | 11  | 2   | 5   | 1.º  | 164    | [ 22 ] |

### Campeonato de Fórmula 2 de la FIA
(Clave) (negrita indica pole position) (cursiva indica vuelta rápida puntuable)

| Año  | Escudería      | 1   | 1   | 2   | 2   | 3   | 3   | 4   | 4   | 5   | 5   | 6   | 6   | 7   | 7   | 8   | 8   | 9   | 9   | 10  | 10  | 11  | 11  | 12  | 12  | 13  | 13  | 14  | 14  | Pos. | Puntos | Ref.   |
| ---- | -------------- | --- | --- | --- | --- | --- | --- | --- | --- | --- | --- | --- | --- | --- | --- | --- | --- | --- | --- | --- | --- | --- | --- | --- | --- | --- | --- | --- | --- | ---- | ------ | ------ |
| 2024 | Invicta Racing | SAK | SAK | YED | YED | MEL | MEL | IMO | IMO | MON | MON | BAR | BAR | SPI | SPI | SIL | SIL | BUD | BUD | SPA | SPA | MNZ | MNZ | BAK | BAK | LUS | LUS | YMC | YMC | 1.º  | 214.5  | [ 23 ] |
| 2024 | Invicta Racing | 6   | 5   | 10  | Ret | Ret | Ret | 6   | 2   | 2   | 8   | 5   | 10  | 4   | 1   | 4   | 6   | 16  | 4   | 10  | 2   | 8   | 1   | 5   | 4   | 5   | 3   | 2   | 2   | 1.º  | 214.5  | [ 23 ] |

### Fórmula 1
(Clave) (negrita indica pole position) (cursiva indica vuelta rápida)

| Año     | Escudería                 | 1       | 2      | 3      | 4      | 5      | 6       | 7      | 8      | 9      | 10     | 11    | 12      | 13    | 14    | 15  | 16  | 17  | 18  | 19  | 20  | 21  | 22  | 23  | 24  | Pos. | Puntos |
| ------- | ------------------------- | ------- | ------ | ------ | ------ | ------ | ------- | ------ | ------ | ------ | ------ | ----- | ------- | ----- | ----- | --- | --- | --- | --- | --- | --- | --- | --- | --- | --- | ---- | ------ |
| 2025*   | Stake F1 Team Kick Sauber |         | CHN 14 | JPN 19 | BHR 18 | ARA 18 | MIA Ret | EMI 18 | MON 14 |        | CAN 14 | AUT 8 | GBR Ret |       | HUN 6 | NED | ITA | AZE | SIN | USA | MEX | SÃO | LVG | QAT | ABU | 17.º | 14     |
| 2025*   | Kick Sauber F1 Team       | AUS Ret |        |        |        |        |         |        |        | ESP 12 |        |       |         | BEL 9 |       |     |     |     |     |     |     |     |     |     |     | 17.º | 14     |
| Fuente: |                           |         |        |        |        |        |         |        |        |        |        |       |         |       |       |     |     |     |     |     |     |     |     |     |     |      |        |

- * Temporada en progreso.

## Premios y condecoraciones
| Distinción                      | Año  | Ref.   |
| ------------------------------- | ---- | ------ |
| Aramco Best Rookie Award        | 2023 | [ 25 ] |
| Premio Anthoine Hubert          | 2024 | [ 26 ] |
| Piloto Novato del Año de la FIA | 2024 | [ 27 ] |